# 金親顕男
金親 顕男（かねおや あきお、本名:金親 顯男・読み同じ、1945年3月14日 - ）は、新潟放送の元アナウンサー。その後同社常務取締役、関連会社のイタリア軒代表取締役社長などを歴任し、現在は顧問を務める。

## 略歴
秋田県出身。法政大学卒業後、1967年新潟放送にアナウンサーとして入社。同期は元アナウンサーで現在同局代表取締役会長の竹石松次。以後、ラジオ・テレビの各番組で幅広く活躍した。特に1980年代には、テレビの人気ローカル番組『土曜はヨイショ!!』の司会を担当（本名の「顯男」、通称表記の「顕男」がいずれも難読であるため、同番組に限って平仮名で「金親 あきお」とクレジットしていた）。そのためか、テレビ出演を退いた後も県民の認知度は高い。
制作業務の第一線を退いた後はテレビ営業局営業推進部、ラジオ局、東京支社編成業務部勤務等を経て、2003年6月からオブザーバー・テレビ営業局付局長、2003年7月から取締役ラジオ局長を歴任。2007年6月28日、関連会社の新潟放送興業（現在のBSNウェーブ）へ出向し代表取締役社長に就任。2009年6月23日に新潟放送常務取締役、ならびに関連会社のイタリア軒代表取締役社長に就任した。2014年3月31日付で一身上の都合により常務取締役を退任、翌4月1日より顧問に就任した。なおイタリア軒は同日付でNSGグループに売却されている。
2004年から5年間、ラジオ・土曜夜の音楽番組『音楽夢語り』のパーソナリティを担当。この番組では別名「立木 顕（たつき けん）」を名乗っていた。このマイクネームは苗字から「親」の部首を分解して「立木」を、名から「顕」を採ったものである。
法大OBで、母校が全国規模で展開しているネットワーク事業にも協力しており、2008年8月30日にイタリア軒で開催された「法政フェア」のオープンカレッジでは石原正康（幻冬舎常務取締役）、藤沢周（作家・経済学部教授）両名の新潟市出身OBによる対談企画でコーディネーターとして進行を務めた。

## 過去の出演番組
ラジオ
- 音楽夢語り(「立木 顕」として)

など
テレビ
- BSNニュース
- BSNダイナミック・サタデー
- 土曜はヨイショ!!
- 金杯で乾杯(競馬番組)

など